# Uovo d'oro con orologio
L'Uovo d'oro con orologio è una delle uova imperiali Fabergé, un uovo di Pasqua gioiello. Venne regalato per la Pasqua del 1887 alla zarina Dagmar di Danimarca dallo zar Alessandro III. L'uovo, dato per disperso dopo la rivoluzione russa, venne ritrovato nel 2012. Il ritrovamento venne confermato ufficialmente nel 2014.

## Proprietari
| Periodo di custodia                          | Proprietari                                                                                            | Descrizione fatta dal proprietario | Modalità di trasferimento                                                 |
| -------------------------------------------- | --- | --- | ------------------------------------------------------------------------- |
| 1886 - 1887                                  | Laboratorio di August Holmström, capo gioielliere della Maison Fabergé                                 | | Venduto per 2160 rubli                                                    |
| Aprile 1887 - settembre 1917                 | Appartamento della zarina Dagmar di Danimarca a Palazzo Aničkov                                        | "1887 - Uovo di pasqua con orologio, decorato con diamanti, zaffiri e diamanti tagliati a rosa 2.160 r (rubli)" (Libri contabili di N. Petrov, amministratore assistente del Gabinetto imperiale). | Confisca                                                                  |
| Settembre 1917 - 17 febbraio o 24 marzo 1922 | Palazzo dell'Armeria                                                                                   | "Art. 1548: orologio d'oro da signora, aperto e fissato in un uovo d'oro con diamante. Quest'ultimo su un piedistallo d'oro con tre zaffiri. Numero 1644" (documentazione dell'archivio del Cremlino). | Trasferimento                                                             |
| 17 febbraio o 24 marzo 1922 - data ignota    | Plenipotenziario speciale del Consiglio dei commissari del popolo dell'URSS Ivan Gavrilovich Chinariov | "Uovo d'oro con orologio, diamante e piedistallo con tre zaffiri e diamanti tagliati a rosa" (Descrizione dell'articolo 68/1548 nei registri del trasferimento per il plenipotenziario speciale). | Sconosciuto                                                               |
| Data ignota - data ignota                    | Ignoto                                                                                                 | |                                                                           |
| data ignota - 7 marzo 1964                   | Clark                                                                                                  | | Acquistato all'asta da Parke Bernet, New York per 2450 $                  |
| Data ignota - data ignota                    | Ignoto                                                                                                 | |                                                                           |
| Data ignota - 2004 circa                     | Commerciante del Midwest                                                                               | Oggetto che vale circa 15 000 $ | Venduto in un "mercato bric-à-brac nel Midwest americano" per 13 302 $    |
| 2004 circa - 2014 circa                      | Commerciante di rottami del Midwest                                                                    | "Il terzo uovo di Pasqua imperiale di Carl Fabergé. Donato da Alessandro III, imperatore e autocrate di tutte le Russie all'imperatrice Maria Feodorovna per la Pasqua 1887. Il gioiello è un uovo in oro giallo che si erge sul suo piedistallo originale con piedi a zampa di leone ed è circondato da ghirlande d'oro colorate sospesi dal cabochon blu zaffiro sormontato da archi smaltati di rosa con diamanti. Esso contiene come sorpresa un orologio da signora Vacheron Constantin con un quadrante in smalto e un diamante traforato incastonato su mani d'oro. L'orologio è stato tolto dalla sua cassa per essere montato sull'uovo ed è incernierato permettendogli di stare in piedi. Fatto nella bottega di Fabergé del capo orefice August Holmström, San Pietroburgo, 1886-1887 altezza 8,2 cm". | Venduto a un collezionista privato tramite Wartski per una cifra non nota |
| dal 2014                                     | Collezione privata                                                                                     | |                                                                           |

## Riscoperta dell'uovo
L'uovo imperiale del 1887 è stato descritto dai documenti del Gabinetto imperiale russo come:

"Uovo di Pasqua con orologio, decorato con diamanti, zaffiri e diamanti tagliati a rosa - 2160 R:"
"Uova d'oro con orologio con diamanti su piedistallo d'oro con tre zaffiri e diamanti tagliati a rosa"
"Uovo d'oro con orologio con diamante su piedistallo d'oro con tre zaffiri e diamanti tagliati a rosa"

Nel marzo del 1902 un uovo identico a quello recuperato nel 2012 è stato fotografato con gli altri tesori della zarina madre Dagmar di Danimarca nella mostra della Maison Von Dervais a San Pietroburgo. La mostra era intitolata "Manufatti Fabergé, miniature d'epoca e tabacchiere"; ciò suggerisce che gli oggetti che non erano miniature o tabacchiere erano oggetti creati dalla Maison Fabergé. La fotografia di questa mostra è sopravvissuta e l'uovo identificato nel 2011 è visto esposto in una vetrina con le altre undici uova identificabili come quelle appartenenti alla zarina madre.
Le descrizioni del Gabinetto imperiale russo completano una descrizione dell'inventario del 1922 con gli oggetti confiscati e menzionano un uovo con zaffiri e diamanti su un piedistallo d'oro. L'inventario del 1922 non specifica che questo uovo è di Fabergé ma tale descrizione è coerente con quella degli oggetti Fabergé nei libri contabili precedenti del Gabinetto imperiale russo. L'incapacità di identificare l'uovo come Fabergé tra il 1917 e il 1922, la confisca e il trasferimento rappresenta probabilmente l'inizio delle sue traversie.
Fino al 2008, l'Uovo orologio blu con serpente era identificato come quello preparato per la Pasqua del 1887 nonostante mancassero gli zaffiri, lo stile elaborato era più coerente con le uova Fabergé successive e il prezzo di 2160 rubli sembrava troppo basso. Tuttavia, la teoria del terzo uovo imperiale perduto non è stata accolta fino all'ottobre del 2008 quando Annemiek Wintraecken ha affermato che l'Uovo orologio blu con serpente fosse quello del 1895 e che quello perduto fosse quello del 1887.
Il 6 luglio 2011 due esperti americani di oggetti Fabergé, Vincent e Anna Palmade hanno scoperto l'immagine di un uovo identico a quello della fotografia della mostra Von Dervais in un vecchio catalogo del marzo 1964 della casa d'aste Parke-Bernet, azienda poi acquistata da Sotheby's. L'immagine appena scoperta ha dato il via a una frenetica ricerca anche grazie all'articolo di Roya Nikkhah pubblicato il 13 agosto 2011 sul Telegraph intitolato "£ 20 million nest-egg on your mantelpiece ?".
L'articolo includeva un'intervista a Kieran McCarthy, "esperto di Fabergé della gioielleria Wartski a Mayfair". McCarthy ha dichiarato: "Chi possiede questo pezzo non ha idea della sua provenienza e del suo significato - né sa che è seduto su una reliquia reale che potrebbe avere un valore di 20 milioni di sterline". McCarthy ha ipotizzato che "ci sono tutte le possibilità che questo uovo sia da qualche parte in questo paese perché, anche se non è stato venduto come Fabergé originale nell'asta del 1964, un sacco di collezionisti di Fabergé e acquirenti di opere d'arte in stile Fabergé sono inglesi". L'ipotesi della proprietà inglese non si è dimostrata valida e gli sforzi per la ricerca nel Regno Unito hanno portato alla pubblicazione sul Telegraph di un articolo che includeva la fotografia in bianco e nero dal catalogo del 1964 e gran parte della descrizione, compreso che l'uovo contiene "un orologio d'oro del produttore di orologi svizzero Vacheron Constantin". L'articolo è stato archiviato online e successivamente messo a disposizione del pubblico globale sul motore di ricerca Google.
"Una notte nel 2012" un commerciante di rottami in America è andato online per cercare informazioni sull'uovo d'oro che "languiva nella sua cucina da anni". Lo aveva acquistato circa un decennio prima per 13 302 dollari, somma stimata in base al suo peso e al valore dei diamanti e degli zaffiri presenti nella decorazione". Molti non lo avevano acquistato ritenendo il prezzo troppo elevato. Il commerciante di rottami ha scritto su Google le parole "uovo" e "Vacheron Constantin", il nome inciso sull'orologio contenuto al suo interno. Il risultato è stato l'articolo del 2011. Egli "ha riconosciuto il suo uovo nella foto".
Il commerciante di rottami ha contattato Kieran McCarthy ed è volato a Londra per ottenere un parere da Wartski. McCarthy ha riferito che il commerciante di rottami "non dormiva da giorni" e che "ha portato le immagini dell'uovo e sono rimasto sbalordito. È stato come essere Indiana Jones e trovare l'arca perduta". McCarthy è successivamente volato negli Stati Uniti per verificare la scoperta e ha descritto il luogo come "una casa molto modesta nel Midwest, accanto a una strada e a un Dunkin' Donuts. C'era l'uovo, accanto ad alcuni dolcetti sul bancone della cucina". Un'immagine dell'oggetto in situ sul bancone della cucina accanto a un bigné è stata successivamente inclusa in un articolo sul Telegraph del marzo 2014 ed è stata usata in diversi articoli su Internet.
McCarthy ha confermato al commerciante di rottami che possedeva un uovo imperiale Fabergé. Il proprietario ha "inciso il nome di McCarthy e la data sullo sgabello da bar in legno su cui era seduto McCarthy per esaminare l'uovo". McCarthy ha osservato che il commerciante di rottami "ha investito dei soldi in questo pezzo e lo ha tenuto perché era troppo testardo per venderlo in perdita" e che "sono stato in giro per le più meravigliose scoperte nel mondo dell'arte ma io non credo di aver mai visto niente di simile - questo straordinario tesoro in mezzo al nulla".
Wartski ha comprato l'uovo per conto di un collezionista Fabergé che ha permesso all'azienda di esporre il pezzo per la prima volta in 112 anni nell'aprile del 2014. A testimonianza del suo viaggio, l'uovo "ha diversi graffi su di esso derivati dal graffiare il metallo per valutare il suo contenuto d'oro da parte dei potenziali acquirenti...".